# Flavio Bucci

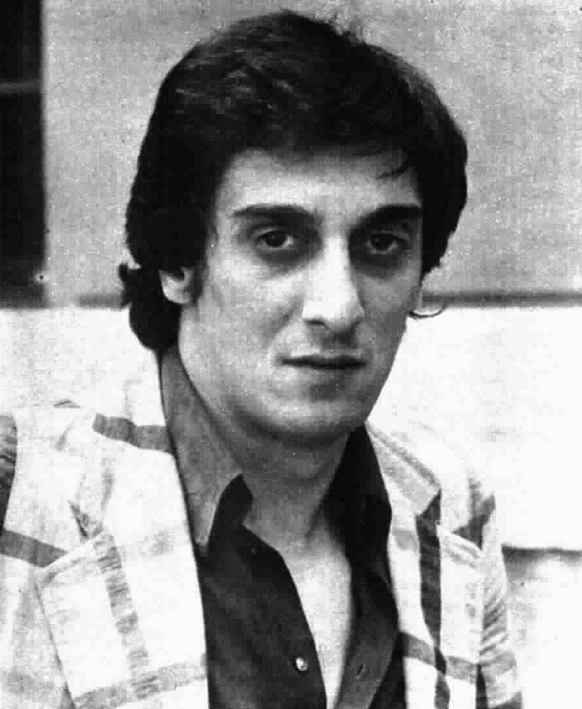
Flavio Bucci (1973)

Flavio Bucci (* 25. Mai 1947 in Turin; † 18. Februar 2020 in Passoscuro) war ein italienischer Schauspieler.

## Leben
Bucci erhielt seine Ausbildung am Teatro Stabile in Turin und wechselte 1968 nach Rom. Dort fiel er als Theaterdarsteller meist klassischer Stücke mit einer bemerkenswerten Interpretation in Bulgakows Hundeherz auf. Der großgewachsene, auffallende, mit geisterhaften Augen versehene und mit nahezu übertrieben expressiver Stimme ausgestattete Schauspieler wurde u. a. von Elio Petri in einigen seiner Filme eingesetzt, in denen er komplexe Persönlichkeiten interpretierte. 1977 spielte er so auch den verwirrten Maler Antonio Ligabue in Salvatore Nocitas Fernseh-Porträt, für das Bucci ein Silbernes Band als bester Darsteller erhielt. Zahlreiche Arbeiten für die Leinwand wie das Fernsehen folgten, bei denen er mit Regisseuren wie Franco Giraldi, Dario Argento und Giuliano Montaldo arbeitete und dabei ebenso Exploitationware wie künstlerisch anspruchsvolle Arbeiten vorlegte.
1978 spielte er in einer aufsehenerregenden Inszenierung Armando Puglieses von Don Chisciotte. Bis weit in die 1980er Jahre hinein arbeitete Bucci ununterbrochen und drehte zahlreiche überdurchschnittliche Filme aller namhaften italienischen Regisseure, aber auch oft im deutschsprachigen Raum. Auch bis weit ins neue Jahrtausend hinein blieben Angebote für interessante Rollen im Fernsehen nicht aus; seine Kinoauftritte wurden außerhalb Italiens seltener wahrgenommen.
Bucci, sehr gelegentlich auch als Synchronsprecher aktiv, war mit Schauspielkollegin Micaela Pignatelli verheiratet. Mit ihr hatte er zwei Söhne, Alessandro und Lorenzo. Ein dritter Sohn, Ruben, entstand aus der zweiten Ehe mit der niederländischen Produzentin Loes Kamsteeg. Am 18. Februar 2020 starb Bucci im Alter von 72 Jahren in Passoscuro an einem Herzinfarkt.

## Filmografie (Auswahl)
- 1971: Der Weg der Arbeiterklasse ins Paradies (La classe operaia va in paradiso)
- 1975: Night Train – Der letzte Zug in die Nacht (L'ultimo treno della notte)
- 1976: La Orca – Gefangen, geschändet, erniedrigt (La Orca)
- 1977: Una spirale di nebbia
- 1977: Suspiria (Suspiria)
- 1978: Der tödliche Kreis (Circuito chiuso)
- 1979: Martin Eden (Martin Eden) (Fernseh-Mehrteiler)
- 1981: Matlosa
- 1982: Der Zauberberg
- 1983: Ein Sommernachtstraum (Sogno di una notta d'estate)
- 1985: Tex und das Geheimnis der Todesgrotten (Tex e il signore degli abissi)
- 1986: Frankensteins Tante (Fernsehserie)
- 1987: Die wundersamen Erlebnisse des Pontius Pilatus (Secondo Ponzio Pilato)
- 1992: Einer stirbt bestimmt (Fernsehfilm)
- 2008: Il Divo (Il divo)
- 2010: La scomparsa di Patò